# Ulises Blanch
Ulises Blanch (* 25. März 1998 in San Juan, Puerto Rico) ist ein US-amerikanischer Tennisspieler.

## Leben
Blanch wurde in der puerto-ricanischen Hauptstadt San Juan geboren. Im Alter von 3 Jahren zog seine Familie mit ihm nach Seattle um. Während seiner Jugend lebte er in vielen verschiedenen Ländern wie China, Indien, Thailand oder Argentinien, da sein Vater dort beruflich tätig war. Durch seine Zeit in Argentinien fühlt er sich besonders auf Sandplätzen gut. Seine drei Geschwister Dali, Darwin und Krystal sind alle ebenfalls Tennisspieler und gewannen schon Juniorenturniere.

## Karriere
Blanchs erreichte in der Junioren-Weltrangliste, in der er bis 2016 geführt wurde, im Juni 2016 mit Platz 2 seine höchste Platzierung. Bei Junior-Grand-Slam-Turnieren schaffte er mit dem Halbfinaleinzug in Wimbledon sein bestes Resultat, wo er Alex de Minaur unterlag.
Bereits 2015 spielte der US-Amerikaner erstmals Profiturniere der ITF Future Tour und war im selben Jahr auch erstmals in der Weltrangliste notiert. Nach Ende seiner Juniorkarriere spielte er 2017 dann regelmäßig Futures. In diesem Jahr stand er sogleich in zwei Future-Finals und gewann auch seinen ersten Titel und stand Ende des Jahres vor dem Sprung in die Top 500. Während er Anfang 2018 mehrere Male in der Qualifikation von Challengers scheiterte, spielte er wieder hauptsächlich Futures, wo er ein weiteres Finale erreichte. Bei seinem Challenger-Debüt im September in Perugia hatte er eigentlich schon in der letzten Runde der Qualifikation aufgeben müssen, nachdem er innerhalb von zwei Stunden zwei Matches absolvieren musste, doch stand als Lucky Loser dennoch im Hauptfeld, weil Blaž Kavčič wegen einer Verletzung zurückzog. Dort überraschte er mit drei Siegen gegen Spanier – u. a. den ehemaligen Top-Ten-Spieler Nicolás Almagro – auch Attila Balázs im Halbfinale und schließlich Gianluigi Quinzi im Endspiel. Im Hauptfeld verlor er nicht einen Satz und war zudem der erste Spieler seit Casper Ruud 2016, der bei seiner Premiere direkt den Titel gewann. In der Weltrangliste machte er einen Sprung um 200 Plätze auf Rang 308. Bis Ende des Jahres spielte er das erste Mal bei der Qualifikation zu den US Open, verlor dort und machte keine weiteren Plätze gut.

## Erfolge
| Legende (Anzahl der Siege)  |
| Grand Slam                  |
| ATP World Tour Finals       |
| ATP World Tour Masters 1000 |
| ATP World Tour 500          |
| ATP World Tour 250          |
| ATP Challenger Tour (2)     |

### Einzel

#### Turniersiege
| Nr. | Datum           | Turnier   | Belag         | Finalgegner         | Ergebnis      |
| --- | --------------- | --------- | ------------- | ------------------- | ------------- |
| 1.  | 15. Juli 2018   | Perugia   | Sand          | Gianluigi Quinzi    | 7:5, 6:2      |
| 2.  | 12. Januar 2020 | Ann Arbor | Hartplatz (i) | Roberto Cid Subervi | 3:6, 6:4, 6:2 |